# Museu do Imigrante Polonês (Águia Branca)
O Museu do Imigrante Polonês é uma instituição cultural em Águia Branca, Espírito Santo, Brasil, com o objetivo de preservar e divulgar elementos da cultura e imigração polonesa. Atualmente, é administrado pela Associação Polonesa de Águia Branca, a qual também administra o cemitério polonês.

## Contexto
A imigração polonesa para as terras do noroeste capixaba se deu entre 1920 e 1930, já que a ocupação daquele território era de interesse do Estado e da Sociedade de Colonização de Varsóvia. Tal contrato ocorreu em período antecedente à Segunda Guerra Mundial, tendo os imigrantes se assentado nas terras do então município de Águia Branca em 1928.
Na celebração do acordo, o Estado do Espírito Santo ficou com o compromisso de ceder terras (lotes de terras) para ocupação e a Sociedade de Colonização de Varsóvia, ficou responsável por enviar colonos para a ocupação, assim como organizar a distribuição de terra entre eles. Todo o acordo foi celebrado com alguma metodologia organizada para a época, entretanto isto não evitou que os imigrantes enfrentassem o choque da diferença linguística, cultural e climática presente na região, assim como as dificuldades impostas pelo interior (território pouco desbravado). Os poloneses chegaram ao Espírito Santo pelo porto de Vitória e de lá seguiram para Colatina, à qual Águia Branca pertencia à época. De Colatina seguiam em transporte para a atual região. Naquela época os colonos tiveram que arrostar a mata densa, uma realidade que muitos outros imigrantes de diversas nacionalidades enfrentaram ao chegar ao estado.